# Luštěnice
Obec Luštěnice se nachází v okrese Mladá Boleslav ve Středočeském kraji. Rozkládá se 10 kilometrů jižně od Mladé Boleslavi. Žije zde přibližně 2 300 obyvatel.

## Historie
První písemná zmínka o obci pochází z roku 1268.

### Územněsprávní začlenění
Dějiny územněsprávního začleňování zahrnují období od roku 1850 do současnosti. V chronologickém přehledu je uvedena územně administrativní příslušnost obce v roce, kdy ke změně došlo:
- 1850 země česká, kraj Jičín, politický okres Nymburk, soudní okres Nové Benátky[4]
- 1855 země česká, kraj Mladá Boleslav, soudní okres Nové Benátky[4]
- 1868 země česká, politický okres Mladá Boleslav, soudní okres Nové Benátky[4]
- 1937 země česká, politický okres Mladá Boleslav expozitura Nové Benátky, soudní okres Nové Benátky[5]
- 1939 země česká, Oberlandrat Jičín, politický okres Mladá Boleslav expozitura Nové Benátky, soudní okres Nové Benátky[6]
- 1942 země česká, Oberlandrat Praha, politický okres Brandýs nad Labem, soudní okres Nové Benátky[7]
- 1945 země česká, správní okres Mladá Boleslav, expozitura a soudní okres Benátky nad Jizerou[8]
- 1949 Pražský kraj, okres Mladá Boleslav[9]
- 1960 Středočeský kraj, okres Mladá Boleslav[10]

### Rok 1932
V městysi Luštěnice s 965 obyvateli v roce 1932 byly evidovány tyto úřady, živnosti a obchody: poštovní úřad, telegrafní úřad, telefonní úřad, četnická stanice, katolický kostel, autodoprava, velkoobchod s benzinem, výroba cementového zboží, cukrář, 2 holiči, 3 hostince, výroba hromosvodů, kolář, 2 kováři, 2 krejčí, výroba likérů, obchod s obuví Baťa, obuvník, 2 pekaři, pila, 2 pojišťovací jednatelství, porodní asistentka, 3 rolníci, 2 řezníci, sedlář, 5 obchodů se smíšeným zbožím, soustružník, spořitelní a záložní spolek, 3 obchody se střižním zbožím, švadlena, tesařský mistr, 2 trafiky, 2 truhláři, zahradnictví, 2 zámečníci, zednický mistr.
Ve vsi Voděrady s 283 obyvateli (v roce 1932 samostatné vsi, ale která se později stala součástí ) byly evidovány tyto živnosti a obchody: geometr, hostinec, kovář, 5 rolníků, 2 obchody se smíšeným zbožím, trafika, velkostatek.

## Pamětihodnosti

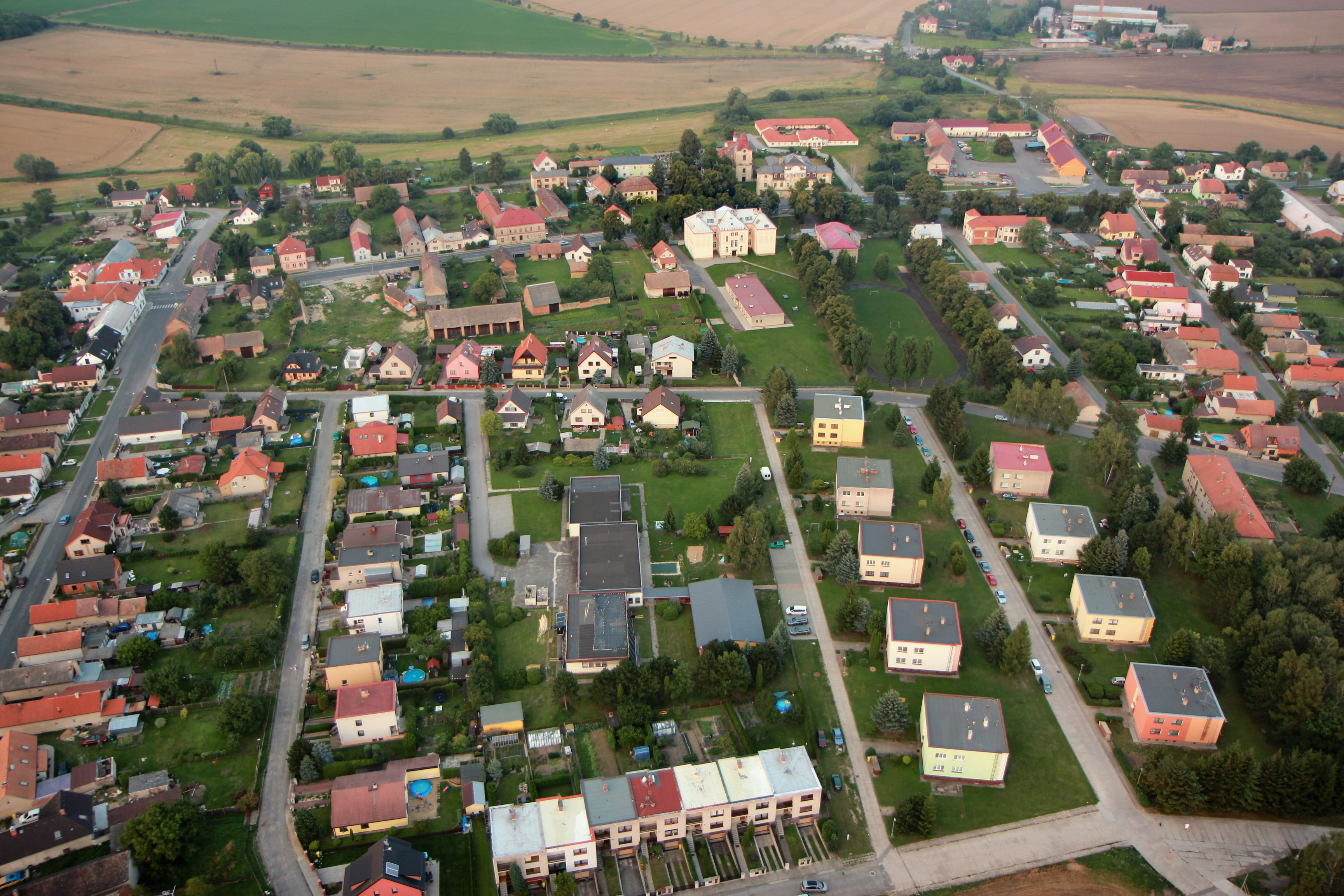
Letecký pohled na Luštěnice

- Zámek Luštěnice, postaven kolem roku 1760
- Kostel svatého Martina, u zámku v jižní části vesnice
- Socha svatého Jana Nepomuckého, u školy
- bývalá fara

## Části obce
- Luštěnice
- Voděrady
- Zelená

## Doprava
Silniční doprava
Obcí vedou silnice I/38 Kolín - Nymburk - Luštěnice - Mladá Boleslav - Doksy - Jestřebí a silnice II/275 Bezno - Brodce - Luštěnice - Jabkenice - Křinec.
Železniční doprava
Obec Luštěnice leží na železniční trati 071 Nymburk - Mladá Boleslav. Jedná se o jednokolejnou celostátní trať, doprava byla na trati zahájena roku 1870. Přepravní zatížení tratě 071 mezi v roce 2011 činí obousměrně 5 rychlíků a 10 osobních vlaků. Na území obce leží dálkově ovládaná stanice Luštěnice-Újezd (bez nástupišť) a železniční zastávky Luštěnice a Voděrady; v obou zastávkách zastavují pouze osobní vlaky.
Autobusová doprava
V obci zastavovaly v květnu 2011 autobusové linky jedoucí do těchto cílů: Kolín, Liberec, Lysá nad Labem, Mladá Boleslav, Nymburk.

## Další fotografie

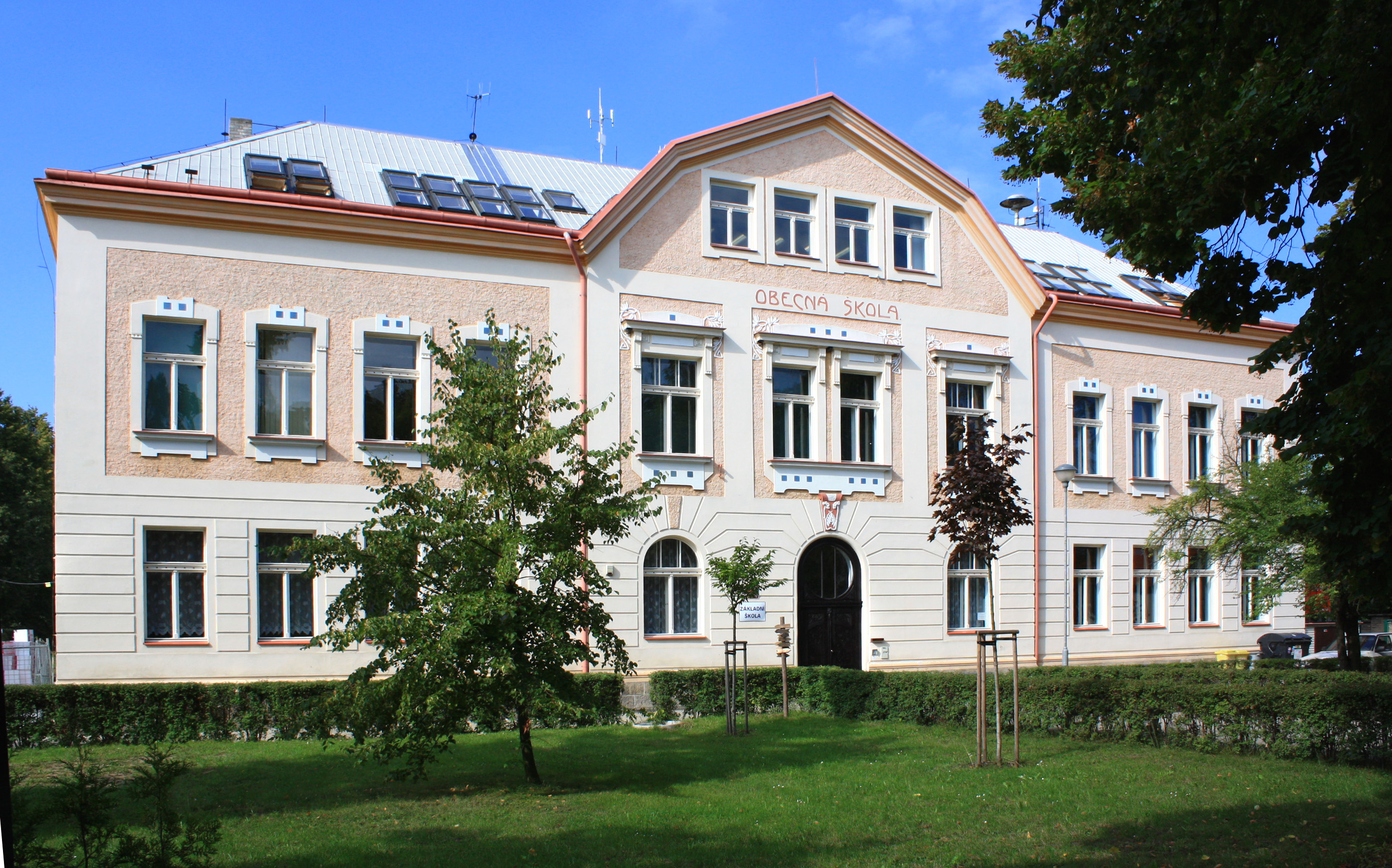
Základní škola
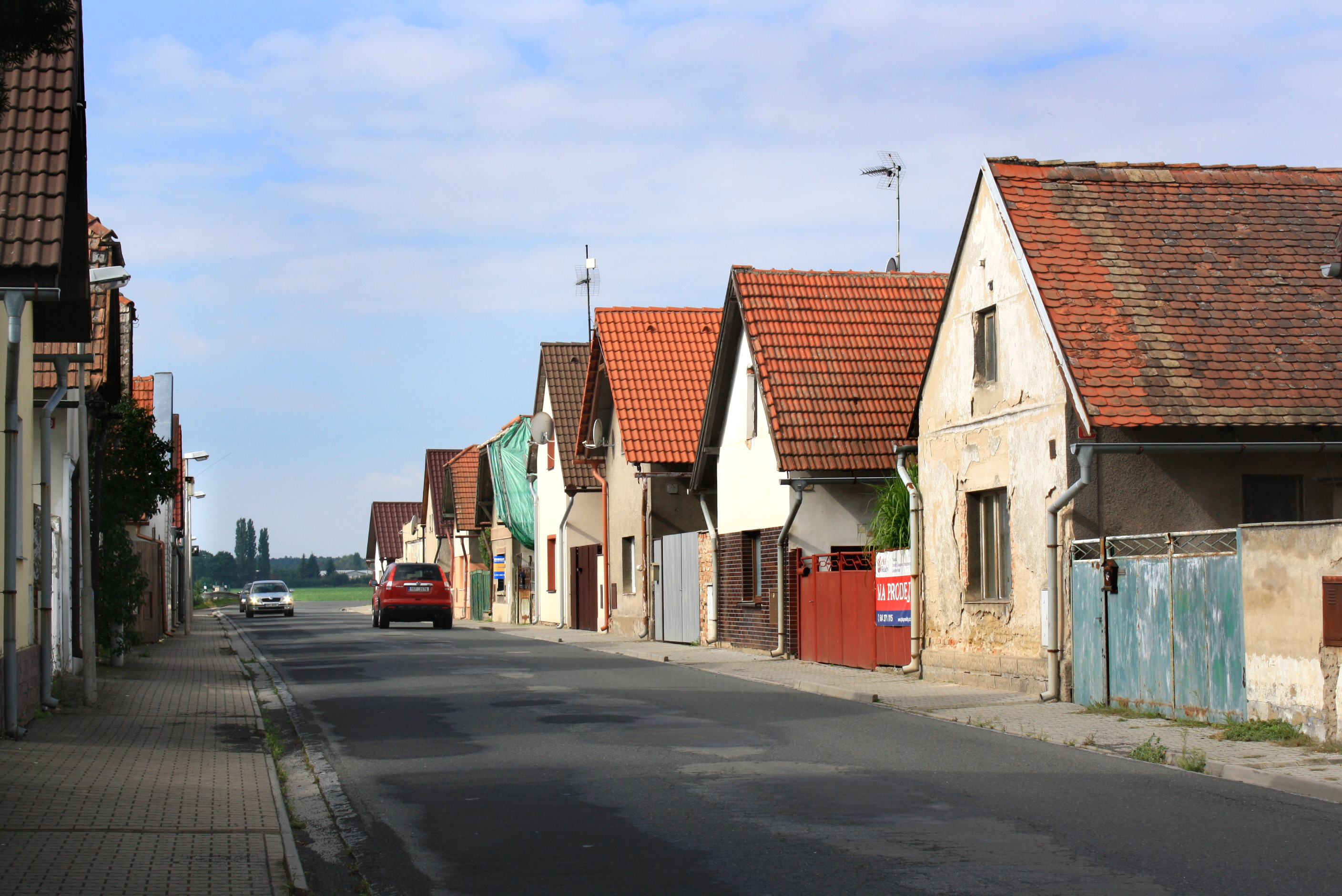
Domky v Brodecké ulici
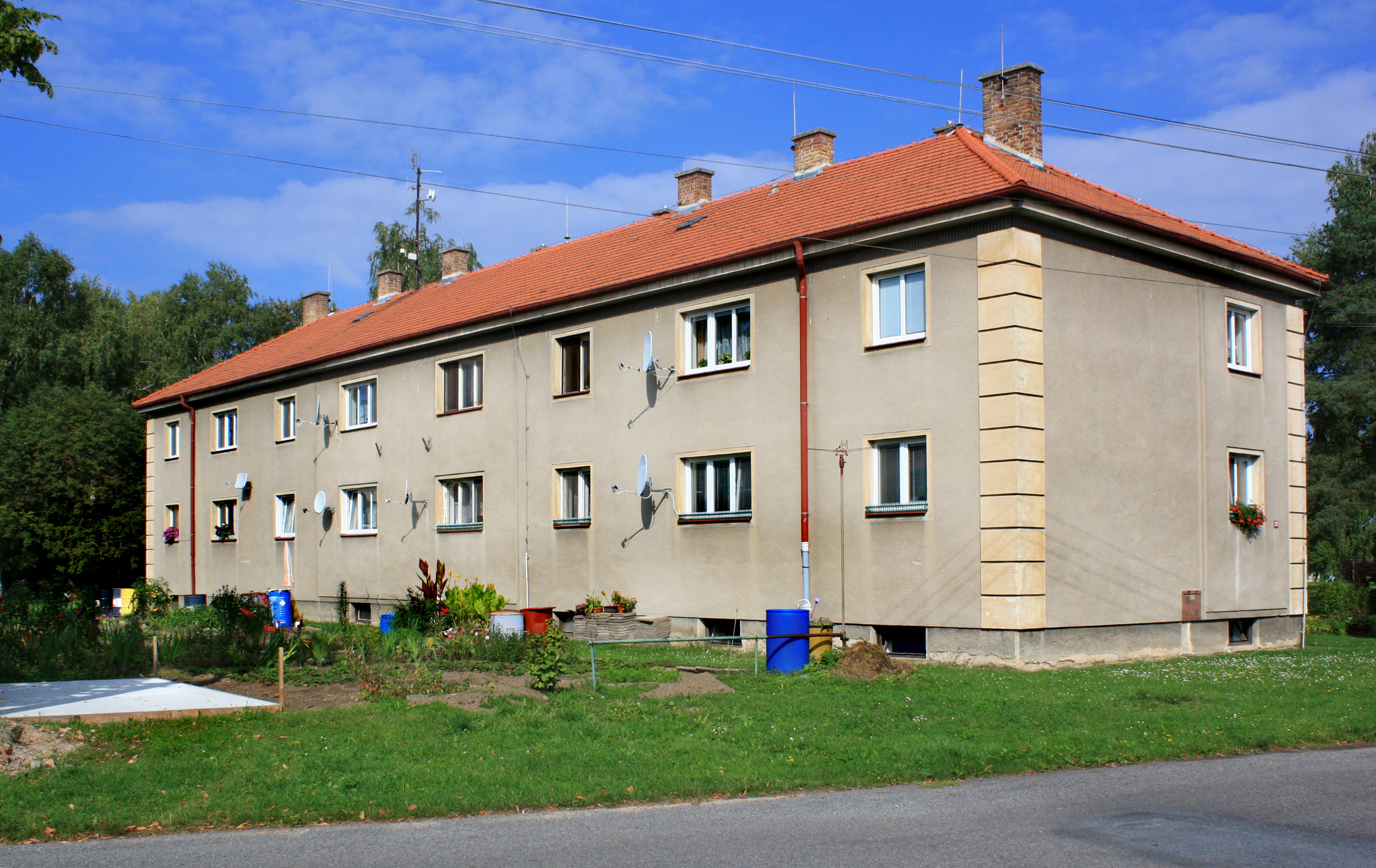
Bytovky na sídlišti